# Roche, Loire
Roche là một xã trong tỉnh Loire miền trung nước Pháp.